# 第谷第二星表
第谷第二星表 是一个收录了超过250万颗最亮恒星的星表。

## 星表
该星表包含2,539,913颗银河系中最亮恒星的位置、自行、双色测光数据，这其中约有5000颗是肉眼能够看到的。距离低至0.8弧秒的双星的成员星都被收录在星表里。该星表涵盖了99%的11.0等以下的恒星、90%的11.5等以下的恒星。
该星表中恒星的位置和星等基于欧洲空间局的依巴谷卫星的观测数据，这和第谷第一星表(ESA SP-1200, 1997)的数据来源是一致的。但是由于使用了更加先进的仪器，第谷第二星表的包含更多数据，精度也稍微提高了。
美国海军天文台(USNO) 先把照相天图星表 (AC 2000)与第谷第一星表合并，编纂成包含约一百万颗恒星的ACT(照相天图星表/第谷)；两个星表的大时间跨度使得恒星自行的数据精度提高了约一个数量级。而现在第谷第二星表取代了ACT。
高达2.5mas/yr的自行精度源于照相天图星表 (AC 2000)和143颗其他陆基天体测定星表的对比，它们都转化为依巴谷天体坐标系统。只有约100,000颗恒星的自行无法确知。视星等低于9的恒星的测定误差为7毫秒。全部恒星的总误差为60毫秒。该星表的观测周期从1989.85到1993.21，平均卫星观测历元为1991.5。
亮度高于视星等9的恒星的测光精度为0.013星等；所有恒星的测光精度为0.10星等。

## 在线使用
为了快速定位星表中的指定恒星，软件WCSTools通过指引星区（Guide Star region）的号码(0001-9537)给每个恒星编号。每个星区都分配有被小数点分隔的五位数的恒星号码。sty2表示恒星的编号或星区，imty2表示含有使用世界坐标系统的IRAF或FITS图片的恒星。
从星表中提取数据的Perl系统可以通过 http://archive.eso.org/ASTROM/ （页面存档备份，存于） 访问。Tycho-2 File Formats WCSTools软件使用文件catalog.dat和index.dat。

## 外部资源
以下FTP网站以19个gzip文件提供了第谷第二星表。下载完毕数据和index.dat之后，解压缩gzip文件到catalog.dat。
- Centre de données astronomiques de Strasbourg （页面存档备份，存于）